# Чемпионат мира по самбо 1979
III Чемпионат мира по самбо 1979 года прошёл в Мадриде (Испания) 11 — 14 декабря.

## Медалисты
| Весовая категория | Золото                   | Серебро                     | Бронза                  |
| ----------------- | ------------------------ | --------------------------- | ----------------------- |
| до 48 кг          | Дунхуугийн Тешэ · МНР    | Нурислам Халиулин · СССР    | Иван Парасков · НРБ     |
| до 52 кг          | Юрий Круглов · СССР      | Георгий Юсев · НРБ          | Сатоси Хиросе · Япония  |
| до 57 кг          | Халим Гареев · СССР      | Юнджмагийн Дорж · МНР       | Александр Андопов · НРБ |
| до 62 кг          | Евгений Есин · СССР      | Галдангийн Жамсран · МНР    | Валентин Минев · НРБ    |
| до 68 кг          | Цэндийн Дамдин · МНР     | Константин Герасимов · СССР | Георгий Цветков · НРБ   |
| до 74 кг          | Николай Баранов · СССР   | Равдавгийн Давдалай · МНР   | Я. Ватанабе · Япония    |
| до 82 кг          | Хосе Чеккини · Испания   | Георгий Петров · НРБ        | Дэн Льюис · США         |
| до 90 кг          | Александр Пушница · СССР | Дамбажавын Цендаюш · МНР    | Георгий Червенков · НРБ |
| до 100 кг         | Геннадий Малёнкин · СССР | Мигель Техера · Испания     | Делчо Колев · НРБ       |
| свыше 100 кг      | Владимир Шкалов · СССР   | Димитр Запрянов · НРБ       | Карл Дэмбмэн · США      |

## Командное первенство
1. СССР;
2. НРБ;
3. МНР;
4. Испания;
5. США;
6. Япония;